# Corona del Sacro Romano Impero

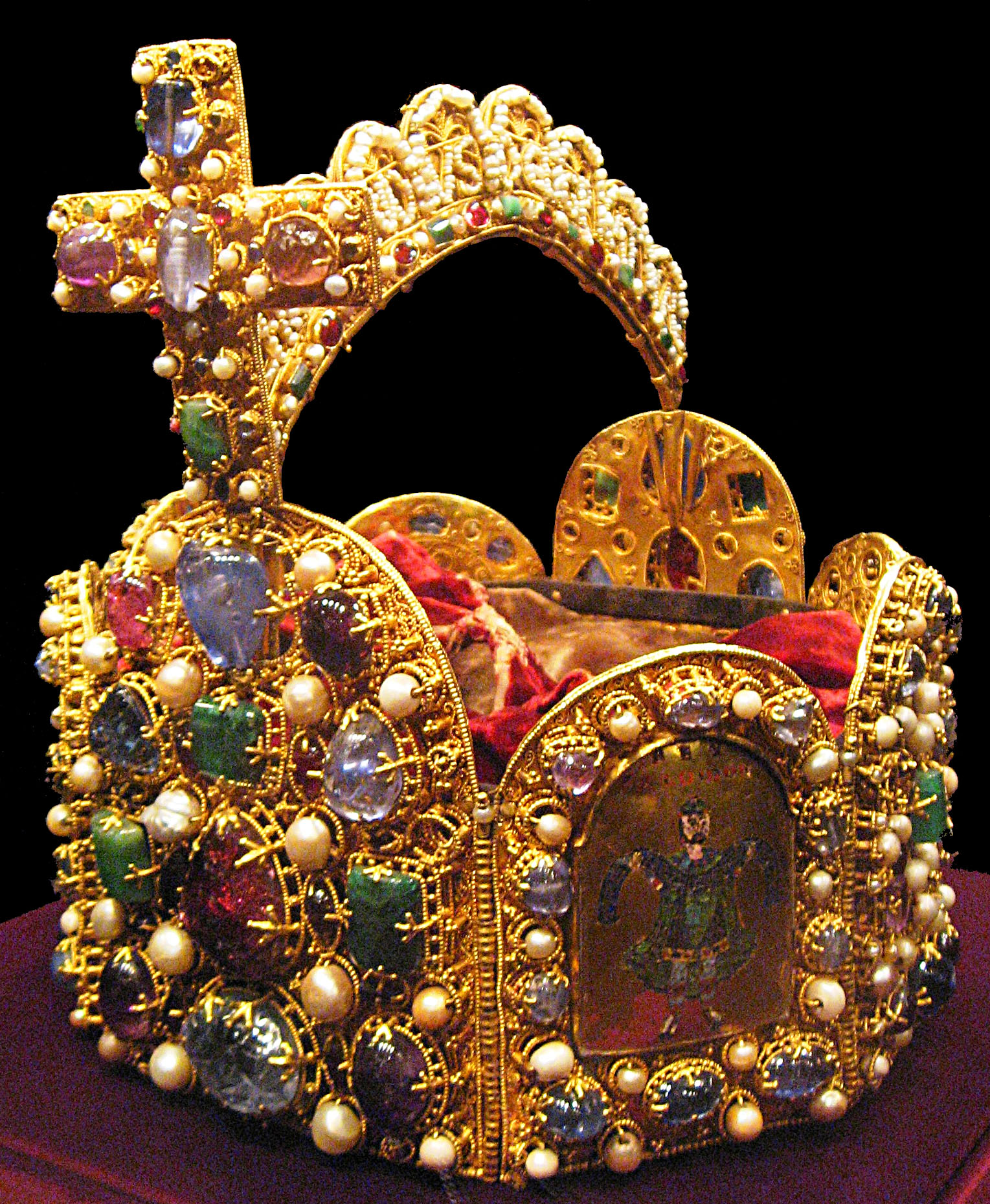
La corona del Sacro Romano Impero.

La corona del Sacro Romano Impero (in tedesco Reichskrone) è la corona del Re dei Romani, sovrano del Sacro Romano Impero, fin dall'Alto Medioevo. La corona è stata realizzata probabilmente in Germania occidentale per l'incoronazione di Ottone I, con aggiunte successive sotto Corrado II e Corrado III. Viene menzionata per la prima volta nel XII secolo.

## Storia
Insieme con la croce imperiale (tedesco: Reichskreuz), la spada imperiale (Reichsschwert) e la lancia sacra (Heilige Lanze), la corona è stata la parte più importante dei Regalia Imperiali (Reichskleinodien).
I regalia del Sacro Romano Impero, in particolare la corona, furono conservati dal 1424 al 1796 a Norimberga, in Germania, e potevano lasciare la città solo per le incoronazioni. Attualmente la corona è esposta presso l'Hofburg di Vienna. Però le insegne imperiali conservate a Vienna sono rivendicate dalla città di Aquisgrana che, tramite il Capitolo della Cappella Carolina, ne rivendica la proprietà rinnovando periodicamente la richiesta con un atto formale per non perdere il diritto di riaverle.
Una copia identica è presente ad Aquisgrana, nella Krönungssaal del palazzo di Carlo Magno. Ci sono anche copie della corona e dei regalia nel museo storico di Francoforte, come pure nella fortezza di Trifels.
La corona del Sacro Romano Impero ha un aspetto molto arcaico, diverso dalle corone moderne: non ha infatti una forma tonda, bensì è ottagonale ed incernierata da otto piastre arrotondate verso l'alto.

## Il simbolismo
La sua forma ottagonale richiama, con suddetto numero, la rigenerazione battesimale e la futura risurrezione spirituale, mentre l'arco che sormonta la corona ha un duplice significato: esso rappresenta la corrispondenza tra Vecchio e Nuovo Testamento e anche l'alleanza tra Dio e l'uomo.
Ognuna delle otto piastre è in oro e, alternativamente, liscia oppure tempestata di perle e pietre preziose. Quattro piastre recano rappresentazioni della Bibbia in stile bizantino. Le quattro piastre, chiamate bildplatten, mostrano tre rappresentazioni dal Vecchio Testamento e una dal Nuovo Testamento. Le tre dell'Antico Testamento mostrano il re Davide, Salomone, Ezechia e il profeta Isaia. La targa del Nuovo Testamento mostra Gesù con due angeli. Le altre piastre, chiamate steinplatten, sono decorate esclusivamente da pietre preziose e perle. Le pietre non sono tagliate in sfaccettature, ma sono arrotondate. La corona è decorata complessivamente da 144 pietre preziose e circa lo stesso numero di perle. Nella placca frontale ci sono dodici pietre che rappresentano i dodici apostoli, mentre le dodici pietre situate nella piastra nucale rappresentano i dodici figli di Giacobbe (e dunque le dodici tribù di Israele), mentre le piastre laterali raffigurano l'Apocalisse.
La corona rappresenterebbe dunque  «la titolarità e la responsabilità dell'applicazione delle leggi divine all'orbe umano», concetto espresso dal versetto delle Sacre Scritture inciso sopra l'immagine della Maiestas in una delle placche «Per me reges regnant».